# 3358 Anikushin
3358 Anikushin è un asteroide della fascia principale. Scoperto nel 1978, presenta un'orbita caratterizzata da un semiasse maggiore pari a 3,1854440 UA e da un'eccentricità di 0,2022336, inclinata di 2,09886° rispetto all'eclittica.